# Bois-Guillaume
Bois-Guillaume és un municipi francès, situat al departament del Seine-Maritime, a la regió de l'Alta Normandia. L'any 2012 tenia 12.847 habitants.
L'1 de gener de 2012 va fusiona ramb Bihorel i formar el municipi nou Bois-Guillaume-Bihorel. Per un vici de forma, aquesta fusió va ser annul·lada i l'1 de gener de 2014 es va restablir l'antiga divisiós territorial. Cap d'ambdues entitats va apel·lar.